# Cabrero (Spagna)
Cabrero è un comune spagnolo di 408 abitanti situato nella comunità autonoma dell'Estremadura.